# Péter Bartók
Péter Bartók (* 31. Juli 1924 in Budapest; † 7. Dezember 2020) war ein ungarisch-US-amerikanischer Pianist und Toningenieur.

## Leben
Péter Bartók war der Sohn des Komponisten Béla Bartók aus dessen zweiter Ehe mit der Pianistin Ditta Pásztory-Bartók. Bei seinem Vater erhielt er auch den ersten Klavierunterricht, der zu diesem Zweck für ihn ab 1932 den Zyklus Mikrokosmos schrieb.
Als seine Eltern im Oktober 1940 in die USA emigrierten, blieb er zunächst in Budapest, folgte ihnen aber am 22. Dezember 1941 mit einem von seinem Vater erhaltenen italienischen und amerikanischen Visum. Er ging zuerst nach Zagreb und dann durch die Schweiz nach Lissabon. Dort bestieg er ein Schiff nach Philadelphia, mit dem er im April 1942 in Amerika ankam und fortan bei seinen Eltern in New York lebte.
Nach dem Tod seines Vaters erarbeitete er mit dem Komponisten und Dirigenten Nelson Dellamaggiore verbesserte Versionen von Béla Bartóks Werken.
Daneben absolvierte er eine Ausbildung zum Toningenieur, ließ sich dann in Los Angeles nieder und war speziell in der Popmusik bald ein gefragter Spezialist. Jac Holzman, Gründer der Plattenfirma Elektra Records, ein enger Freund von Jim Morrison und Produzent der Band The Doors, sagte, er hätte in den 1960er Jahren viel unternommen, um den Klang der Schallplatten zu verbessern. „So begab ich mich auf die Suche nach einem Experten und fand in Péter Bartók, dem Sohn des Komponisten Béla Bartók, meinen Mann für den Sound.“
Er arbeitete dann speziell für Folkways Records. 
1980 zog Péter Bartók in die Kleinstadt Homosassa im US-Bundesstaat Florida. Nach dem Tod seiner Mutter (1982) erbte er die Rechte an den Werken seines Vaters, die er dann verwaltete.

## Bücher
- My Father, London: Boosey & Hawkes, 2002; ISBN 978-09641961-24